# Zemeros albipunctatus
Zemeros albipunctatus är en fjärilsart som beskrevs av Butler 1874. Zemeros albipunctatus ingår i släktet Zemeros och familjen Riodinidae. Inga underarter finns listade i Catalogue of Life.